# Eduard Albàcar Gallego
Eduard Albàcar Gallego, conegut com a Edu Albacar, (Sant Jaume d'Enveja, 16 de novembre de 1979), és un exfutbolista professional català que jugava com a defensa.

## Trajectòria esportiva
Format a diversos clubs modestos de les Terres de l'Ebre, Unió Esportiva Sant Jaume d'Enveja, Escola de Fútbol Dertusa i al Nàstic, la seva vida professional s'ha desenvolupat, principalment, per diversos clubs catalans i valencians.
Signà el seu primer contracte amb el CF La Sénia de la Preferent catalana, passant més tard al CD Tortosa de Tercera Divisió (2000/01). Amb 21 anys fou fitxat pel RCD Espanyol, ingressant al segon equip del club, ja a la Segona Divisió B. A l'Espanyol B va tenir com a companys jugadors com Bruno Saltor, Jarque, Gorka Iraizoz, Corominas, Carlos García o Crusat, però les lesions li van impedir destacar molt.
D'aquesta manera, el jugador no renovà per l'Espanyol, i després de l'interès del CE Sabadell, UE Figueres i Novelda CF, decidí fitxar per aquest club, també a la Segona Divisió B. Continuà a terres alacantines, als clubs Alacant CF i Hèrcules CF, aquest darrer a la Segona Divisió. Durant l'estada al club alacantí va rebre una oferta del Gimnàstic de Tarragona per jugar a la Primera Divisió, que finalment no reeixí. Realitzà, això no obstant, una bona primera temporada al club, on jugà 26 partits i donà 5 assistències de gol. L'any 2008 fitxà pel Deportivo Alavés, també a Segona Divisió. D'aquest passà al rayo Vallecano i el 2010 arribava a l'Elx CF.
L'any 2018 va decidir posar fi a la seva carrera com a jugador professional arran d'una lesió.